# Maritta Fliege
Maritta Fliege-Matthaei (* 1. Januar 1957) ist eine deutsche Schauspielerin, Hörspielsprecherin und Synchronsprecherin.

## Leben und Wirken
Maritta Fliege hatte bereits 1969 am Hamburger Ohnsorg-Theater an der Seite von Heidi Mahler in Quartett zu dritt einen Bühnenauftritt. Ihr erster Fernsehauftritt folgte 1972 in der ZDF-Serie Wir 13 sind 17. Später sah man sie in Fernsehserien wie St. Pauli-Landungsbrücken, Die Schwarzwaldklinik oder Großstadtrevier. Im Hörspielbereich wirkte sie meist an Produktionen für Kinder und Jugendliche mit. Als Synchronsprecherin war sie unter anderem die deutsche Stimme von Melanie Griffith.
Für die Kinderkrimiserie Die Pfefferkörner übernahm Maritta Fliege seit 2008 in bisher 25 Folgen die Betreuung der Kinderdarsteller.
Maritta Fliege lebt in Hamburg.

## Filmografie (Auswahl)
- 1972: Wir 13 sind 17 (Fernsehserie, 1 Folge)
- 1972: Quartett zu dritt (Fernsehfilm)
- 1973: Zwischen den Flügen (Fernsehserie, 1 Folge)
- 1973: Hamburg Transit (Fernsehserie, 1 Folge)
- 1980: St. Pauli-Landungsbrücken (Fernsehserie, 1 Folge)
- 1980: Achtung Zoll! (Fernsehserie, 1 Folge)
- 1985–1986: Die Schwarzwaldklinik (Fernsehserie, 2 Folgen)
- 1995: Großstadtrevier (Fernsehserie, 1 Folge)

## Hörspiele (Auswahl)
- 1982–2002: Stefan Wolf: TKKG (5 Folgen) – Regie: Heikedine Körting
- 1985–1986: Pamela Punti: Willi Wipfel (6 Folgen) – Regie: Heikedine Körting
- 1985–1986: H. G. Francis: Regina Regenbogen (7 Folgen) – Regie: Heikedine Körting
- 1986: H. G. Francis: She Ra – Princess of Power (9 Folgen) – Regie: Heikedine Körting
- 1986: Matthias Riehl: Flitze Feuerzahn (2 Folgen) – Regie: Heikedine Körting
- 1987: H. G. Francis: Barbie (2 Folgen) – Regie: Heikedine Körting
- 1987: Enid Blyton: Hanni und Nanni (2 Folgen) – Regie: Heikedine Körting
- 1989: Peter Bondy: Knight Rider (2 Folgen) – Regie: Heikedine Körting
- 1990: André Marx: Die drei ??? und der giftige Gockel – Regie: Heikedine Körting
- 2002: Enid Blyton: Fünf Freunde und der singende Schrank – Regie: Heikedine Körting
- 2003: Dan Shocker: Larry Brent (2 Folgen) – Regie: Heikedine Körting